# 张洪波
张洪波（1965年3月—），男，汉族，四川宣汉人，中华人民共和国政治人物。现任西藏自治区人大常委会副主任。

## 生平
曾任日喀则市人民政府市长，西藏自治区人民政府副主席，西藏自治区党委政法委副书记、西藏自治区公安厅党委书记、厅长、督察长。

## 制裁
2022年12月，美國財政部以张洪波在西藏犯下嚴重侵犯人權罪行为由，宣布对其实施制裁，其在美資產將被凍結，與親屬亦無法進入美國。2024年12月11日國際人權日，加拿大宣布以张洪波在西藏犯下嚴重侵犯人權罪行为由，对其在內的8名前任和现任中国官员实施制裁，其在加拿大资产被冻结，加拿大境内个人和境外的加拿大人被禁止与制裁者进行任何财产相关活动。